# 顧客の声マネジメント
顧客の声マネジメント（こきゃくのこえマネジメント）は、顧客の声 (VOC) を活用するためのメソッド、マネジメント手法。コンサルタントらが開発したとされる。
コールセンターやマーケティングリサーチ、営業日報やネット上の声から集められた顧客の声をテキストマイニングという技術を用いて分析し活用する方法で、4つのフェーズで構成されている。
1. Accept（声の収集）
2. Analyze（声の分析）＝声の「見える化」
3. Acknowledge（声の共有）＝声の「見せる化」
4. Act（声に基づく改善）＝声による「課題化」

4つのフェーズの頭文字をとって「4Aサイクル」と呼ばれている。
顧客との関係に着目した顧客関係管理 (CRM) や、ナレッジマネジメントと共通する部分もある。